# Cherry Bullet
Cherry Bullet (кор. 체리블렛; яп. チェリーバレット; ром: cheri beullet) — южнокорейская гёрл-группа, сформированная в 2019 году компанией FNC Entertainment и управляемая под лейблом FNC W. Коллектив состоит из семи участниц: Хэюн, Юджу, Боры, Дживон, Реми, Чэрин и Мэй. Дебют состоялся 21 января 2019 года с сингловым альбомом Let's Play Cherry Bullet. В декабре 2019 года группу покинули Мирэ, Кокоро и ЛинЛин. 22 апреля 2024 года FNC Entertainment объявил об официальном расформировании группы.

## Карьера

### Пре–дебют
Хэюн была представлена как стажёрка в шоу на выживании Produce 48 от FNC Entertainment. Она заняла 19 место, и не попала в проектную группу IZ*ONE. Tri.be
Бора бывшая стажёрка Musik K Entertainment, вместе с Юджу снялась в дорамном проекте группы BTS — Love Yourself.
Дживон участвовала в первом сезоне K-pop Star от SBS с песней «Because of You», Келли Кларксон. Позже стала стажёркой в Starship Entertainment. В 2012 году она появилась в музыкальном клипе Starship Planet’s «White Love».
Реми была стажеркой Avex Proworks и впервые появилась в сегментах живых действий Pretty Rhythm: Dear My Future в 2012 году в качестве одного из партнёров группы Prism, но не прошла прослушивание, чтобы стать официальной участницей. Она работала моделью для Repipi Armario на 65-м показе мод весенней коллекции 2014 года. Кокоро также была студенткой Академии художников Avex в Нагое, Япония, и в 2016 году её разыскала компания FNC Entertainment.
Cherry Bullet стали первой многонациональной женской группой FNC со времён дебюта AOA в 2012 году.

### 2018—2020: Дебют сLet’s Play Cherry Bulet,Love Adventureи уход Мирэ, Кокоро и ЛинЛин

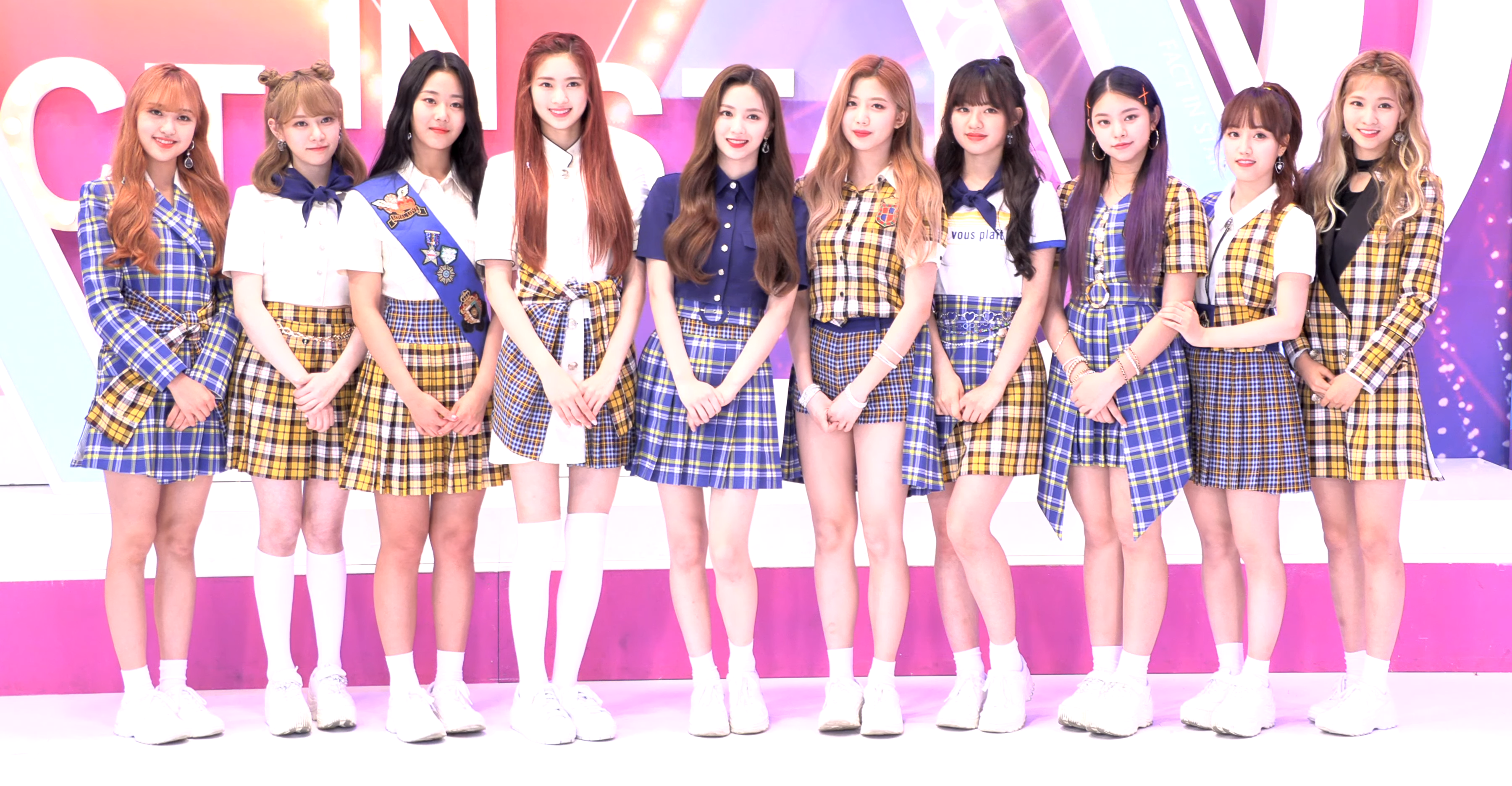
Cherry Bullet в июне 2019 года.

28 ноября 2018 года на телеканале Mnet состоялась премьера дебютного реалити-шоу группы Insider Channel Cherry Bullet, чтобы представить группу и каждую из 10 участниц зрителям.
Их сингловой-альбом Let’s Play Cherry Bullet, состоит из заглавного сингла, «Q&A» и двух других синглов, «Violet» и «Stick Out». Альбом был выпущен вместе с музыкальным видео для «Q&A» 21 января 2019 года. Они провели дебютный шоукейс в тот же день на Yes24 Live Hall в районе Кванджин, Сеул.
Billboard назвал Cherry Bullet, одним из пяти артистов K-pop, которые должны быть интересны в 2019 году, описывая группу как «интересный и красочный вид, и очень освежающий».
В начале февраля, Cherry Bullet вошли в Billboard World Digital Song Sales с «Q&A» и стали восьмой гёрл-группой которые вошли в чарт.
Cherry Bullet были моделями для корейской униформы бренда Smart в 2018 году, наряду с BTS.
Они также были выбраны для представления бренда в 2019 году.
22 мая состоялся релиз второго сингл-альбома Love Adventure, заглавный трек «Really Really».
13 декабря FNC объявили, что Мирэ, Кокоро и ЛинЛин,  покинули группу и расторгли свои контракты.
11 февраля 2020 года группа выпустила свой первый цифровой сингл «Hands Up».
6 августа группа выпустила второй цифровой сингл «Aloha Oe».

### 2021—2023:Cherry Rush,Girls Planet 999,Cherry WishиCherry Dash
4 января было объявлено, что Cherry Bullet присоединилась к социальной сети Weverse. Группа выпустила свой первый мини-альбом Cherry Rush с заглавным синглом «Love So Sweet» 20 января.
3 февраля было объявлено, что Cherry Bullet будут под управлением новым саб-лейблом FNC Entertainment, FNC W который специализируется на женских группах.
Бора, Дживон и Мэй подтвердили свое участие в предстоящем шоу на выживание от Mnet Girls Planet 999, которое вышло в эфир с 6 августа. Дживон выбыла в эпизоде 8, заняв 16-е место в K-группе. Мэй выбыла в 11 эпизоде, заняв 8-е место в J-группе (24-е место в общем зачете). Бора выбыла в финальном эпизоде, заняв 9-е место в группе K и 15-е место в общем зачете.
2 марта 2022 года Cherry Bullet выпустили свой второй мини-альбом Cherry Wish и с ведущим синглом  «Love In Space».
7 марта 2023 года Cherry Bullet выпустили свой третий мини-альбом Cherry Dash и его ведущий сингл «P.O.W! (Play On the World)».
18 мая  было объявлено, что участницы Бора, Дживон и Чэрин примут участие в шоу Mnet на выживание Queendom Puzzle.

### 2024: Расформирование
22 апреля 2024 года FNC Entertainment объявили, что группа официально распалась после того, как участницы Хэюн, Дживон, Реми и Мэй расторгли свои эксклюзивные контракты с агентством, в то время как Юджу, Бора и Черин останутся в FNC для индивидуальной деятельности.

## Участницы
| Сценический псевдоним | Сценический псевдоним | Настоящее имя | Настоящее имя    | Дата рождения | Позиция в группе                                 |
| Основной              | Другой                | На русском    | Хангыль/Японский | Дата рождения | Позиция в группе                                 |
| --------------------- | --------------------- | ------------- | ---------------- | ------------- | ------------------------------------------------ |
| Хэюн                  | Haeyoon               | Пак Хэ Юн     | 박해윤           | 10.01.1996    | Главная вокалистка, лицо группы                  |
| Юджу                  | Yuju                  | Чхве Ю Джу    | 최유주           | 05.03.1997    | Ведущая вокалистка, ведущий рэпер                |
| Бора                  | Bora                  | Ким Бо Ра     | 김보라           | 03.03.1999    | Главная вокалистка.                              |
| Дживон                | Jiwon                 | Хо Джи Вон    | 허지원           | 04.09.2000    | Главный рэпер, ведущая вокалистка, вижуал, центр |
| Реми                  | Remi                  | Кацуно Рисэ   | 勝野莉世         | 26.04.2001    | Главный танцор, вокалистка                       |
| Чэрин                 | Chaerin               | Пак Чэ Рин    | 박채린           | 13.03.2002    | Вокалистка, рэпер, ведущий танцор                |
| Мэй                   | May                   | Хирокава Мао  | 廣川茉音         | 16.11.2004    | Ведущий танцор, вокалистка, вижуал, макнэ        |

### Бывшие участницы
| Сценический псевдоним | Сценический псевдоним | Настоящее имя | Настоящее имя          | Дата рождения | Позиция в группе           |
| Основной              | Другой                | На русском    | Хангыль/Японский/Ханча | Дата рождения | Позиция в группе           |
| --------------------- | --------------------- | ------------- | ---------------------- | ------------- | -------------------------- |
| Мирэ                  | Mirae                 | Ким Кён Чжу   | 김경주                 | 26.03.1998    | Лидер, ведущая вокалистка. |
| Кокоро                | Kokoro                | Като Кокоро   | かとこころ             | 01.11.2000    | Вокалистка, танцор         |
| ЛинЛин                | LinLin                | Хуан Цзы Тин  | 黃姿婷                 | 05.07.2003    | Главный танцор, саб-рэпер  |

## Дискография

### Мини-альбомы
- Cherry Rush (2021)
- Cherry Wish (2022)
- Cherry Dash! (2023)

## Фильмография

### Реалити шоу
| Год       | Название                      | Даты                    | Телеканал |
| --------- | ----------------------------- | ----------------------- | --------- |
| 2018-2019 | Insider Channel Cherry Bullet | С 28 ноября по 9 января | Mnet      |

## Награды и номинации

### Genie Music Awards
| Год  | Номинируемая работа | Категория                    | Результат |
| ---- | ------------------- | ---------------------------- | --------- |
| 2019 | Cherry Bullet       | The Top Artist               | Номинация |
| 2019 | Cherry Bullet       | The Female New Artist        | Номинация |
| 2019 | Cherry Bullet       | Genie Music Popularity Award | Номинация |
| 2019 | Cherry Bullet       | Global Popularity Award      | Номинация |